# Komsomolzen-See
Der Komsomolzen-See liegt im Norden der Oblast Leningrad, Rajon Prioserski, in der Mitte der Karelischen Landenge von Nordwestrussland. Bis 1948 gehörte der See zu Finnland und hieß finnisch Kiimajärvi.

## Beschreibung
Der Komsomolzen-See ist 14 km lang, bis zu 2 km breit  und hat eine Oberfläche von 24,6 km². Der Hauptzufluss ist der Pionerki (russisch Пионерки, finnisch Pyhäjöki, deutsch Pionierfluss), der aus dem russisch о́зеро Отра́дное (finnisch Pyhäjärvi) kommt. Im Süden kommt Melki (russisch Мелкий), ein weiterer, kleiner Zufluss in den See. Am Nordende fließt der Komsomolzen-See in den Wessjolaja (russisch Весёлая, finnisch Konnitsanjoki) ab, der nahe Wassiljewo (russisch Васильево) in den Vuoksi (russisch Вуокса) mündet. Der See ist durch zwei Engstellen in drei Abschnitte unterteilt. Der nördliche  Teil ist ein Becken mit einer Tiefe von 6 bis 10 Metern. Es gibt zwei kleine Gruppen kleiner Inseln. Die tiefste Stelle misst 19,6 Meter. Im Süden gibt es flach abfallende Litorale.
Die Uferstrände des Sees sind mit einer Mischung aus Sand und Schlick bedeckt, der Seeboden in tiefen Abschnitten ist mit einer dicken Schicht hellbraunen Schlamms gefüllt. Mit Ausnahme der Buchten ist der See nur wenig bewachsen: Die Breite der Uferbewachsung beträgt 10–20 Meter.

## Geografie
Der Komsomolzen-See ist geologisch gesehen Teil der Ladogasee-Senke, einer Graben– und Synklinenstruktur aus dem Proterozoikum (Präkambrium). Die Enteisung nach der Weichsel-Kaltzeit fand in der  Ladogasee-Senke zwischen 12.500 und 11.500 vor Christus statt. Während der Existenz des Komsomolzen-Sees gab es drei heftige Wasserspiegelabfälle, so dass das Ufer aus kleinen, aber markanten Terrassen besteht, die an den Ufern gebildet wurden.
An den Ufern des Sees gibt es viele große und kleine  Buchten, die mit einem 10–20 m breiten Sauergras- und Schilfrohr-Gürtel bewachsen sind.
Am südöstlichen Ufer des Sees befindet sich das Dorf Solowjowka (russisch Соловьёвка) mit der Siedlung der Oligarchen und Regierungsmitglieder. Am nördlichen Ende des Sees befinden sich die Häuser des Dorfes Torfjanoje (Leningrad, Priosersk) (russisch Торфяное).

## Tourismus
Ein Teil des Ufers wird von der Datschen-Kooperative „Osero“ belegt, zu deren Gründungsmitgliedern auch Wladimir Putin gehörte. Der Zugang zu diesem Gebiet ist unter Verstoß gegen russisches Recht gesperrt. Dennoch kommen viele neugierige Ausflügler, um den Anwesen der Prominenz nahe zu sein.
Es gibt praktisch keine direkten Zugänge zum See, da die Uferzone überwiegend stark bewachsen ist. Alle Wege zu freien Ufern und Stränden führen über die Sommerhäuser und Hüttendörfer. Es ist besser, mit der Bahn bis Suchodolje (russisch Суходолье) oder Gromowo russisch Громово (nahegelegene Bushaltestellen an der A-121) zu fahren und zum See zu wandern. Erfahrene Besucher lieben die naturnahe, mitunter spartanischen, aber erträgliche Verhältnisse. Im Hochsommer kann die Mückenplage einen Aufenthalt stark beeinträchtigen.

### Wassersport
Um den See herum gibt es eine große Anzahl von Ferienhäusern und Hütten für Gäste, die Wassersport lieben. Viele Buchten eignen sich zum Baden. Der Angel- und Sportbootverkehr ist gering. Größere Jachten betreibt nur die „Osero“-Prominenz.

### Fischfang
Die Ausbeute des Komsomolzen-Sees ist sehr vielfältig. Nahe der Datsche von W. Putin wird Zander gefangen, es gibt einen großen Hecht, der durch Drehen „gefangen“ wird. Der Barsch ist nicht so zahlreich, ein Fang eines schönen Exemplars ist daher der Stolz des Anglers. Die Plötzen beißen gut, Karpfen gibt es selten. Nach längerer Anfütterung kann man große Brassen fangen. Es wurde versucht Störe und andere Edelfischsorten im See zu züchten, es ist aber nicht bekannt, wie sie sich eingewöhnt haben. Fänge dieser Fischarten sind nicht bekannt.